# Ръмжащи котки
Ръмжащи котки (Pantherinae) се нарича едно от двете подсемейства Коткови. Включва едни от най-едрите представители на семейството и еволюционно най-рано обособилите се линии. Класифицирането на подсемейството е извършено на база устройството на подезичната кост, а не размера на тялото. Ето защо към него не спадат едри представители като пума и гепард.

## Морфологични особености
Ръмжащите котки се отличават с това, че всички имат петна по козината. Единствено при тигъра те са удължени под формата на ивици, а при лъвовете се проявяват единствено при младите индивиди. Представителите на подсемейството се отличават от мъркащите котки по особености в строежа на подезичната кост. Според изследователите в миналото тази анатомична особеност се е приемала за фактор, който способства котките да издават ръмжащ звук. Според по-нови изследвания е установено, че не това е причината за ръмжането при големите котки. При лъва, тигъра, леопарда и ягуара това се дължи на дългите гласови връзки и дебела еластична тъкан в гръкляна.

## Класификация
- Подсемейство Pantherinae[1][2]
  - Род Panthera
    - Тигър (Panthera tigris)
    - Лъв (Panthera leo)
    - Ягуар (Panthera onca)
    - Леопард (Panthera pardus)

  - Род Neofelis
    - Димен леопард (Neofelis nebulosa)
    - Борнейски димен леопард (Neofelis diardi)

  - Род Uncia
    - Барс (Uncia uncia)